# طب التمارين الرياضية
طب التمارين الرياضية أو الطب التمريني أو Exercise medicine هو فرع من فروع الطب الذي يتعامل مع اللياقة البدنية والوقاية من الإصابات والأمراض والاعتماد في معالجتها على التمارين الرياضية. في بعض البلدان، يعتبر الطب التمريني تخصصاً طبياً معترفاً به (مع تدريب ومعايير مماثلة للتخصصات الطبية الأخرى). وبالتالي فإن طب التمارين الرياضية هو تخصص طبي مُستحدث وغير جراحي، ولكن هناك رؤية طبية تنظر إلى ممارسة الرياضة كعلاج ذو فائدة جوهرية لدرجة أنه يجب تضمينه في جميع الاختصاصات والممارسات الطبية. كما يمكن لممارسي المهن المساندة للأطباء بأن يتخصصوا في التمارين الرياضية مثل أخصائيي فيزيولوجيا التمارين الرياضية وأخصائيي العلاج الطبيعي والمدربين الرياضيين وأخصائيي علاج الأقدام.
وفي حين أن السمة المميزة لتخصص الجراحة هو القيام بالإجراءات الجراحية، والإجراء الأكثر ممارسة في معظم التخصصات الطبية هو التشخيص ومن ثمَّ وصف الدواء فإن العلاج والممارسة السائدة في طب الرياضة والتمارين الرياضية هو وصف التمارين الرياضية. وعادةً ما تكون استشارات الأطباء في تخصص الطب الرياضي والتمارين الرياضية ذات فترة زمنية طويلة (ممكن أن تصل لأكثر من 30 دقيقة) ويتضمن 74% منها وصف التمارين الرياضية، ويعتبر وصف التمارين الرياضية هو العلاج الأكثر شيوعًا في هذا الاختصاص.

## الأدلة على فعالية التمارين الرياضية كعلاج طبي
هناك كم هائل من الأدلة التي تثبت أن التمارين الرياضية (عندما توصف كعلاج طبي) فعّالة في الوقاية من معظم الأمراض المزمنة الرئيسية وعلاجها، بما في ذلك السرطان، وأمراض القلب والأوعية الدموية، والتهاب المفاصل، وهشاشة العظام، وآلام الظهر، والسكري، والاكتئاب والأمراض النفسية الأخرى والسقوط عند كبار السن. وقد ثبت أن التمارين الرياضية تقلل من معدل الوفيات الناجمة عن جميع الأسباب في عدد كبير من الدراسات الأوّلية والتحليلات الاستقرائية.

### التمارين الرياضية وأمراض القلب والأوعية الدموية
هناك طرق متعددة يمكن من خلالها أن تقلل التمارين الرياضية من أمراض القلب والأوعية الدموية والوفيات المتعلقة بها، بما في ذلك من خلال خفض ضغط الدم وخفض مستويات العالية من الكوليسترول. وعلى الرغم من إمكانية وجود العديد من الأساليب الممكنة إلا أن العلاقة بين التمارين الرياضية كما تقاس ببيانات مقياس التسارع ووفيات القلب والأوعية الدموية هي علاقة قوية وتتصف بكونها عكسية وغير خطية.

### التمارين الرياضية والسرطان
أصبحت ممارسة التمارين الرياضية الآن علاجًا معترفًا به للسرطان، حيث أظهرت عدة دراسات أن التمارين الرياضية ترتبط بنتائج أفضل من حيث خفض معدل الوفيات وأيضاً لُوحظ انخفاض معدلات تكرار الإصابة بالسرطان عند ممارسة التمارين الرياضية.

### التمارين الرياضية والأمراض العقلية
تقي التمارين الرياضية من الأمراض النفسية وتعالجها، بما في ذلك الاكتئاب على وجه الخصوص، مع احتمال وجود آثار إيجابية لخفض معدلات القلق، والاضطراب ثنائي القطب، ومعدلات الانتحار.

## التمارين الرياضية كجرعة علاجيّة
لا تقتصر وصفة التمارين الرياضية على مجرد تقديم المشورة أو المطالبة بزيادة مستويات القيام بالتمارين الرياضية للمريض. فهي حالها حال المشورات الطبية الأخرى تتطلب خبرة وتجربة كبيرة، ويتطلّب وجود كفاءات أساسية مؤهلة. من المرجح أن تؤدي الزيادة المفاجئة في مستويات التمرين إلى أعراض عضلية هيكلية مؤلمة أو حتى إصابة (تمنع ممارسة المزيد من التمارين).
يبلغ معدل انتشار الإصابة بالتهاب مفاصل الورك ومفاصل الركبة على مدى الحياة، 13% لدى العدائين المتنافسين، و10% لدى غير العدائين، ولكن 4% فقط لدى العدائين الاجتماعيين المعتدلين، مما يدل على وجود منحنى على شكل حرف U بين حمل الجري وخطر الإصابة بالتهاب المفاصل (جرعة عالية ومنخفضة = خطر أعلى؛ حمل معتدل = خطر أقل).
فيما يتعلق بآلام الظهر، فإن زيادة مستويات التمرين تقلل من خطر الإصابة بآلام الظهر، ولكن زيادة الحمل اليدوي المهني يزيد من خطر الإصابة بالآم الظهر. ويشار أحيانًا إلى الجزء السفلي من المنحنى على شكل حرف U لخطر الإصابة والتحميل على أنه منطقة جولديلوكس (لا تمارس التمارين الرياضية بشكل قليل جدًا ولكن ليس كثيرًا جدًا). قد تكون هناك أيضًا منطقة جولديلوكس للنشاط البدني والوفيات لجميع الأسباب، ولكن بمستوى مرتفع جدًا وعلى شكل حرف U غير متماثل (أي أن مستويات التمارين المنخفضة أكثر خطورة على الوفيات لجميع الأسباب من مستويات التمارين المرتفعة للغاية).

## الاختلاف بين الطب الرياضي وطب التمارين الرياضيّة
الفرق بين الرياضة والتمارين الرياضيّة (وبالتالي التمييز بين الطب الرياضي وطب التمارين الرياضية) هو فرق دقيق، ولكنه مهم. الرياضة في جوهرها تعتبر تمرين رياضي مع عنصر إضافي وهو المنافسة (سواءً ضد خصم أو ضد الشخص نفسه، بهدف تحسين الأداء إلى أقصى حد) هناك أدلة قوية تشير إلى أن الرياضيين التنافسيين والمحترفين لديهم معدلات إصابة أعلى في بعض الأمراض، مثل هشاشة العظام، ولكن هناك أدلة قوية بنفس القدر على أن متوسط العمر المتوقع للرياضيين النخبة أطول من متوسط العمر المتوقع لعامة الناس.
| ب               | الطب الرياضي (Sports Medicine)                     | الطب التمريني (Exercise Medicine)                      |
| --------------- | -------------------------------------------------- | ------------------------------------------------------ |
| الهدف الرئيسي   | تحسين الأداء الرياضي، علاج إصابات الرياضيين.       | الوقاية من الأمراض المزمنة، تحسين الصحة العامة.        |
| الفئة المستهدفة | الرياضيون المحترفون والهواة.                       | عامة الناس (مرضى السكري، القلب، السرطان، إلخ).         |
| نوع النشاط      | تمرينات عالية الكثافة، مُخصصة لرياضة معينة.         | تمارين معتدلة/منخفضة الكثافة، مخصصة حسب الحالة الصحية. |
| الأمراض الشائعة | إصابات الأربطة، الكسور الإجهادية، الالتهاب العضلي. | أمراض القلب، السكري، السمنة، هشاشة العظام              |

## التأسيس كتخصص طبي مستقل
الطب الرياضي هو تخصص طبي أو تخصص فرعي معترف به في أكثر من 50 دولة. في بعض هذه البلدان، الاسم الرسمي للتخصص هو ”طب الرياضة والتمارين الرياضية“، مع التأكيد على التفريق بين الطب الرياضي (الموجه نحو الأداء) وطب التمارين الرياضية (الموجه نحو الصحة). تشمل هذه البلدان أستراليا ونيوزيلندا، حيث أن الهيئة العليا هي الكلية الأسترالية لأطباء الرياضة والتمارين الرياضية وهي واحدة من 15 كلية تخصص طبي معترف بها في أستراليا، والمملكة المتحدة (كلية طب الرياضة والتمارين الرياضية في المملكة المتحدة) وكندا (الأكاديمية الكندية لطب الرياضة والتمارين الرياضية)، وبلجيكا، والبرازيل، وفرنسا، والهند، وأيرلندا.

## ممارسة الرياضة كعلاج بديل للرعاية منخفضة القيمة
هناك أدلة متزايدة على أن العديد من التدخلات الطبية ”التقليدية“ غير فعالة في أحسن الأحوال وربما ضارة في أسوأ الأحوال. ومن أمثلة الرعاية منخفضة القيمة تنظير الركبة والكتف وجراحة دمج العمود الفقري ووصفة طبية أفيونية لتسكين الألم المزمن غير السرطاني. ويمكن استخدام وصفة تعتمد على حزمة من التمارين الرياضية، خصوصاً مع وجود أدلة على فعالية وصفات التمرين الرياضي في علاج التهاب مفاصل الركبة وآلام الظهر، وتلمع كخيار بديل للتدخلات التقليدية ذات الفعالية المنخفضة والآثار الجانبية المهولة.

### ممارسة الرياضة كوسيلة لتقليل انبعاثات الكربون الناتجة عن الرعاية الصحية
تعتبر الرعاية الصحية مسؤولة عن 3-10% من انبعاثات الكربون في الدول الغربية. على الرغم من أن معظم الرعاية الصحية تعتبر ”أساسية للحياة“، إلا أنه من المهم أن يتم تقييم ضرورة خيارات الرعاية الصحية التي تنتج عنها انطلاق كميات هائلة من انبعاثات الكربون، مثل الجراحة حيث أن هناك اتفاق دولي على ضرورة الوصول إلى صافي انبعاثات كربونية صفرية لتجنب تدهور المناخ الخاص بكوكب الأرض وخاصةً الغلاف الجوي الخاص به. ربما تكون التمارين الرياضية كعلاج طبي تتسم بكونها الأقل في المعدل المنتج للانبعاثات الكربونية مقارنة بأي علاج طبي آخر. وبالتالي فإنَّ زيادة التركيز على وصف التمارين الرياضية كبديل فعال للعلاجات الطبية المنتجة لكميات كثيفة من الكربون جزء مهم من إطارات الإصلاح للرعاية الطبية.

## التمييز عن "التمرين هو الطب"
”التمرين هو الطب“ هو مشروع غير ربحي يحمل علامة مسجلة كعلامة تجارية للكلية الأمريكية للطب الرياضي. وبالمقارنة مع ”طب التمارين الرياضية“ فإنَّه يعتبر تخصص فرعي محدد من ”طب الرياضة والتمارين الرياضية“. وتتمثل المفاهيم القائم عليها مشروع ”التمرين هو الطب“ في أنَّ جميع الأطباء المتخصصين يجب أن يصفوا التمارين الرياضية بانتظام كعامل مساعد وإضافي للاستشارات الطبية الروتينية.
عموماً فإنَّ أهداف حركة ”التمرين هو الطب“ وتخصص ”طب التمارين الرياضية“ متوافقة إلى حد كبير، حيث يهدف كلاهما إلى تحسين النشاط البدني لدى عامّة الناس (الذين يعتبر نسبة كبيرة منهم كسالى ومتسمِّين بالخمول). كما يقوم أخصائيو طب التمارين الرياضية باستشارة قسم فرعي أصغر من السكان الذين يعانون من فرط النشاط البدني بشكل مؤقت ويحتاجون إلى تقليل طفيف في الحمل الزائد الذي يقوموا به من أجل التغلب على الإصابة أو الألم المزمن.
إن مفهوم ”التمرين هو الطب“ هو بمثابة نصيحة تضاف في كل استشارة طبية وتستمر إلى ما يقارب الخمس دقائق ، حيث يتم التعامل مع التمارين الرياضية باعتبارها ”علامة حيوية“ لها انعكاسات إيجابية هائلة على حياة الأفراد. يهدف أخصائيو طب التمارين الرياضية أيضًا إلى تلبية احتياجات بعض المرضى الذين لا يستجيبون للإجراء الأول المتمثل في وصفة طبية مكتوبة موجزة لممارسة التمارين الرياضية وذلك من خلال تقديم استشارات متخصصة أطولوترمي إلى التركيز فقط على التمارين الرياضية. وقد تعرض اختصاص طب التمارين الرياضية لموجة انتقادات واسعة لأنه يجعل التمارين الرياضية تظهر على أنها علاج طبي حصريًا في حين ينبغي النظر إليها على نطاق أوسع كاستراتيجية للصحة العامة وعامل وقائي من المخاطر وينبغي أن يكون متاحًا للجميع.

### لقراءة المزيد عن "التمرين هو الطب أو EIM"
- كايرني، جون؛ ماكغانون، كيري ر.؛ أتكينسون، مايكل (8 أغسطس 2018). ”التمرين هو الطب: اعتبارات مهمة في مجال البحث النوعي“. البحوث النوعية في الرياضة والتمارين الرياضية والصحة. doi: 10.1080/2159676X.2018.1476010

## المجلات
- Medicine & Science in Sports & Exercise
- Exercise and Sport Sciences Reviews
- British Journal of Sports Medicine
- Journal of Exercise Science & Fitness
- BMJ Open Sport & Exercise Medicine
- Exercise Medicine
- PLOS One sports and exercise medicine
- Qualitative Research in Sport, Exercise and Health